# 侯氏秋海棠
侯氏秋海棠（学名：Begonia howii）为秋海棠科秋海棠属的植物，为中国的特有植物。分布在中国大陆的海南等地，生长于海拔650米的地区，见于深谷林下石上，目前已由人工引种栽培。